# O Reino
O Reino (The Kingdom) é um filme de ação norte americano, num autêntico cenário de guerra￼, inspirado no maior problema que abala o equilíbrio das sociedades na atualidade: o terrorismo!  
A realização é de Peter Berg, interpretado por Jamie Foxx, Chris Cooper, Jennifer Garner, Jason Bateman, Kyle Chandler, Jeremy Piven, Ali Suliman, entre outros.   

## Sinopse
Jamie Foxx, Chris Cooper, Jennifer Garner e Jason Bateman, interpretam uma equipe especial  do FBI, enviados à capital da Arábia Saudita - Riade -,  para descobrir o responsável por um ataque sem precedentes, que vitimou centenas de norte-americanos, numa base militar americana naquele país. Ao mesmo tempo, têm que evitar que o mesmo faça um novo ataque. Longe do seu ambiente natural na América e confrontados com uma perigosa rede de terrorismo, os agentes do FBI, têm a preciosa ajuda dos serviços secretos e forças de segurança sauditas. Com estes improváveis aliados, eles começam a desvendar os segredos por trás do terrível ataque bombista que abalou a sociedade americana e o mundo, e mergulham num extraordinário confronto de vida ou morte.
Os agentes federais têm o forte e leal contributo do sargento saudita Haytham (o ator israelita Ali Suliman)

## Elenco
- Jamie Foxx como Agente especial Ronald Fleury
- Chris Cooper como Agente especial Grant Sykes
- Jennifer Garner como Agente especial Janet Mayes
- Jason Bateman como Agente especial Adam Leavitt
- Ashraf Barhom como Coronel Faris Al-Ghazi
- Ali Suliman como Sargento Haytham
- Jeremy Piven como Damon Schmidt
- Richard Jenkins como Robert Grace
- Tim McGraw como Aaron Jackson
- Kyle Chandler como Agente especial Francis "Fran" Manner
- Frances Fisher como Elaine Flowers
- Danny Huston como Gideon Young
- Kelly AuCoin como Ellis Leach
- Anna Deavere Smith como Maricella Canavesio
- Minka Kelly como Miss Ross
- Amy Hunter como Lyla Fleury
- Omar Berdouni como Príncipe Ahmed bin Khaled
- Trevor St. John como Earl Ripon
- Ashley Scott como Janine Ripon
- Peter Berg como Agente do FBI (não creditado)